# Franz Johann Joseph von Reilly
Franz Johann Joseph von Reilly, né le 18 août 1766 à Vienne et mort le 6 juillet 1820 dans la même ville était un éditeur, cartographe et écrivain autrichien.

## Biographie et œuvre

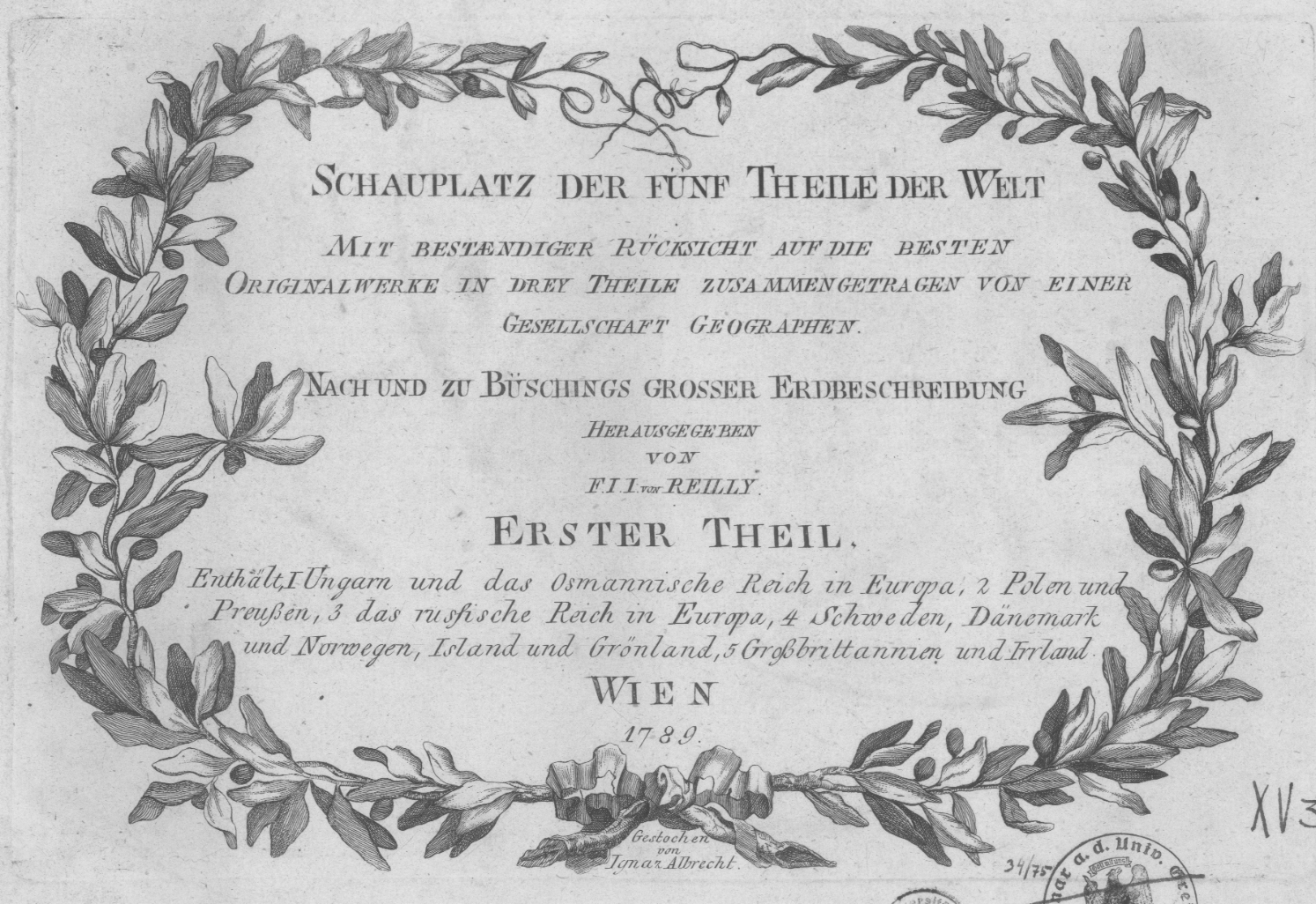
LAtlas des cinq parties du monde publié à Vienne en 1789.

Fils du précepteur Johann Reilly, il travaille d’abord dans l’administration puis se consacre exclusivement à la géographie. Entre 1789 et 1806, il élabore son Atlas des cinq parties du monde (Schauplatz der fünf Theile der Welt), dont les 830 pages sont consacrées à la cartographie de l’Europe. Il écrit ensuite un Atlas scolaire (1791-1792), puis une Description générale de la Terre en trois volumes sortis entre 1792 et 1793. De 1794 à 1796, il édite le premier atlas mondial autrichien sous le titre de Grand atlas allemand (Grosser deutscher Atlas).
Il édite encore en 1796 une série d’ouvrages portant sur l’Adjustierung (de) (uniforme militaire) de son pays, Aperçu historique en image du régiment de la maison régnante d’Autriche et en 1799 un Atlas postal général du monde entier (Allgemeine Post Atlas von der ganzen Welt), le tout premier de ce type.

## Ouvrages
Après sa période d'éditeur et cartographe, il exerce comme écrivain et publie les ouvrages suivants :